# Moto Guzzi Lodola
Die Moto Guzzi Lodola ist ein Motorrad des italienischen Herstellers Moto Guzzi, das von 1956 bis 1965 in Mandello del Lario gebaut wurde. Es ist das letzte Motorrad, an dessen Entwicklung der Mitgründer und Namensgeber Carlo Guzzi mitwirkte. „Lodola“ bedeutet im Deutschen „Feldlerche“.

## Geschichte
Enrico Parodi, Bruder des Moto-Guzzi-Mitgründers Giorgio Parodi, der sich nach seinen Verletzungen im Zweiten Weltkrieg weitgehend zurückgezogenen hatte, war 1942 in das Unternehmen eingestiegen und übernahm nach Kriegsende offiziell die Geschäftsführung. Das erste Straßenrennen der Nachkriegszeit für Motorräder bis 175 cm³, der Motogiro d'Italia, fand 1953 statt und erwies sich als außerordentlich erfolgreiches Ereignis. In der Erwartung, dass nach dem Erfolg des Motogiro die inländische Nachfrage nach leichten Sportmotorrädern steigen würde, ermutigte Enrico Parodi Carlo Guzzi, vor dessen Ruhestand ein letztes Motorrad als geeignete Motorisierung zu entwickeln.
Das Ergebnis war die Lodola mit einem 175-cm³-Viertaktmotor, der viele für Moto Guzzi neue Merkmale aufweist. Das Fahrwerk enthält ebenfalls moderne Komponenten (u. a. hydraulisch gedämpfte Gabel und Doppelstoßdämpfer). In mancher Hinsicht setzt der Motor jedoch die Guzzi-Traditionen fort. Er hat Trockensumpfschmierung und das Schwungrad liegt weiterhin außen, allerdings unter einer seitlichen Aluminiumabdeckung verborgen.
Ein Jahr nach der Markteinführung entsprachen die Leistungsdaten der Lodola nicht mehr denen der Konkurrenz und der Einzelsattel des Modells befriedigte nicht mehr die Marktbedürfnisse. Deshalb wurde für das Modelljahr 1958 die stärkere Lodola Sport mit 23 % mehr Leistung und einer soziustauglichen Sitzbank entwickelt. Nachdem sich Moto Guzzi am Ende der Rennsaison 1957 aus dem Straßenrennsport zurückgezogen hatte, wurden zur Teilnahme an Enduro-Wettbewerben (in Italien bis ca. Ende der 1960er Jahre Regolarità genannt) Werksmaschinen auf Basis der Lodola Sport gebaut. Die Ableitung mit Straßenzulassung wurde ab 1958 unter der Bezeichnung Lodola Regolarità vertrieben.
1959 stattete Moto Guzzi die italienischen Nationalmannschaften mit Regolarità-Werksmaschinen für die 34. Internationale Sechstagefahrt (Six Days) im tschechoslowakischen Gottwaldov aus: 175er mit 12 PS bei 107 kg und 235er mit 14 PS bei 108 kg. Das italienische Team gewann damit die Wertung um die Silbervase, vier Fahrer erkämpften sich Goldmedaillen. Im selben Jahr kam die Lodola Gran Turismo auf den Markt, ihr Motor hatte außer mehr Hubraum wieder traditionellere Eigenschaften (siehe Abschnitt Antrieb). Bei der ISDT 1960 in Bad Aussee (Österreich) gewannen Fahrer mit 235er Regolarità-Werksmaschinen sechs Goldmedaillen.
Für die Teilnahme an der ISDT 1961 wurde der Motor der Lodola Regolarità auf rund 250 cm³ (247 cm³) vergrößert und ein neu konstruiertes Fünfganggetriebe eingeführt. In diesem und dem folgenden Jahr wurde damit eine Reihe von ISDT-Goldmedaillen und weiteren Erfolgen erreicht. Bei der ISDT 1963 in Spindlermühle (Tschechoslowakei) wurden fünf Lodola Regolarità und fünf Stornello Regolarità eingesetzt. Das italienische Team gewann damit den Silberpokal in der Gesamtwertung, alle zehn Fahrer holten Goldmedaillen. Trotz der Rennerfolge zog sich Moto Guzzi Ende 1963 aus finanziellen Gründen aus dem Geländerennsport zurück.
Mit der kostspieligen technischen Entwicklung und nahenden Einführung der V7 wurde die Lodola Ende 1965 eingestellt, obwohl Moto Guzzi noch auf der Mailänder Messe im Herbst den Prototyp einer modernisierten Lodola Sport mit 250er Motor vorgestellt hatte.

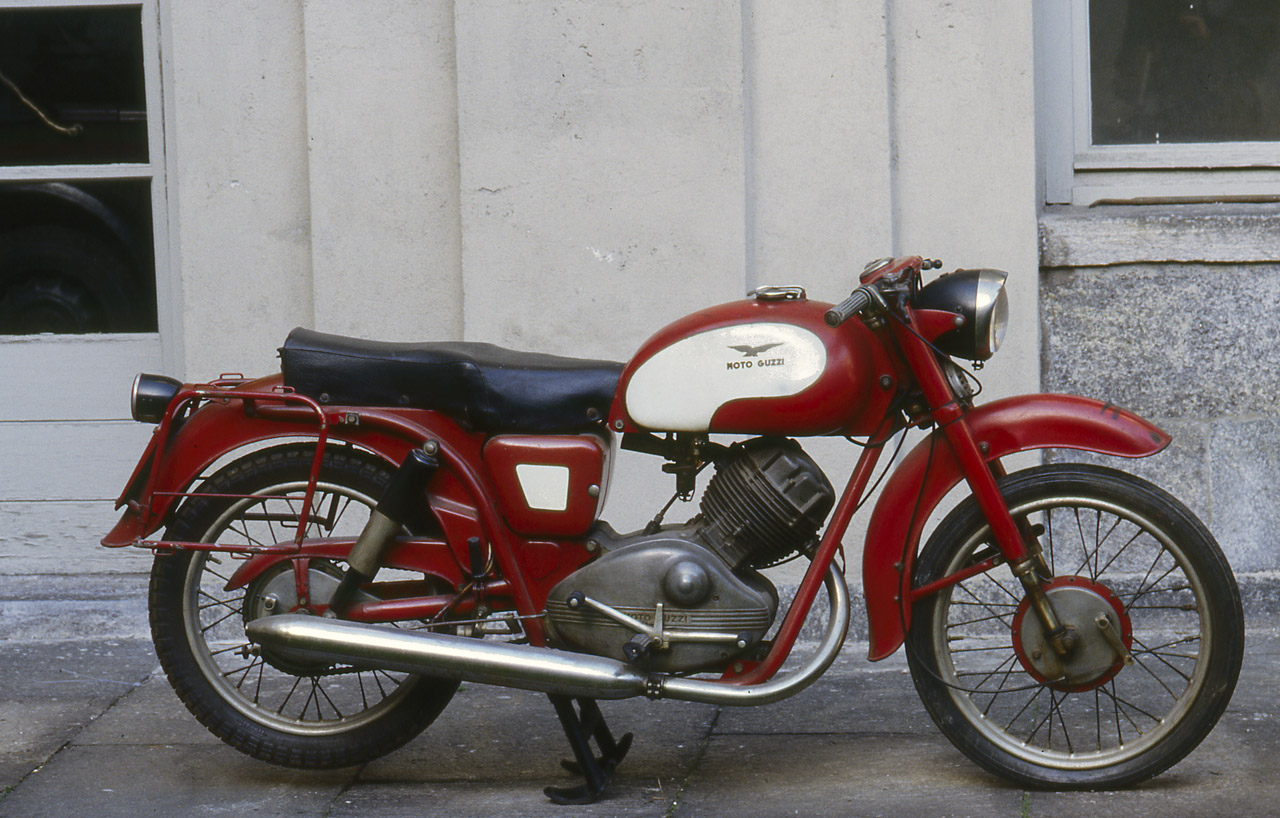
Lodola 175 cm³ (ab 1958)

## Konstruktion

### Antrieb

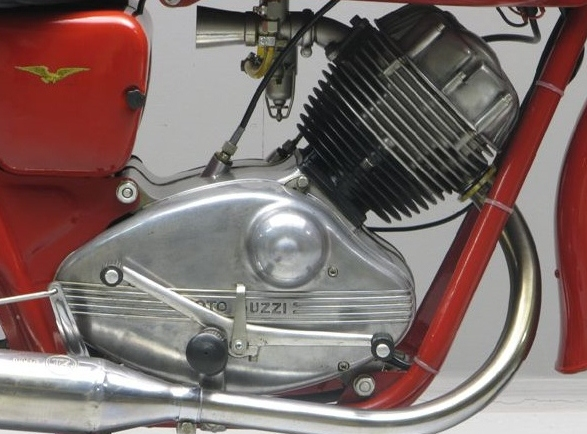
235-cm³-Motor (ab 1959)

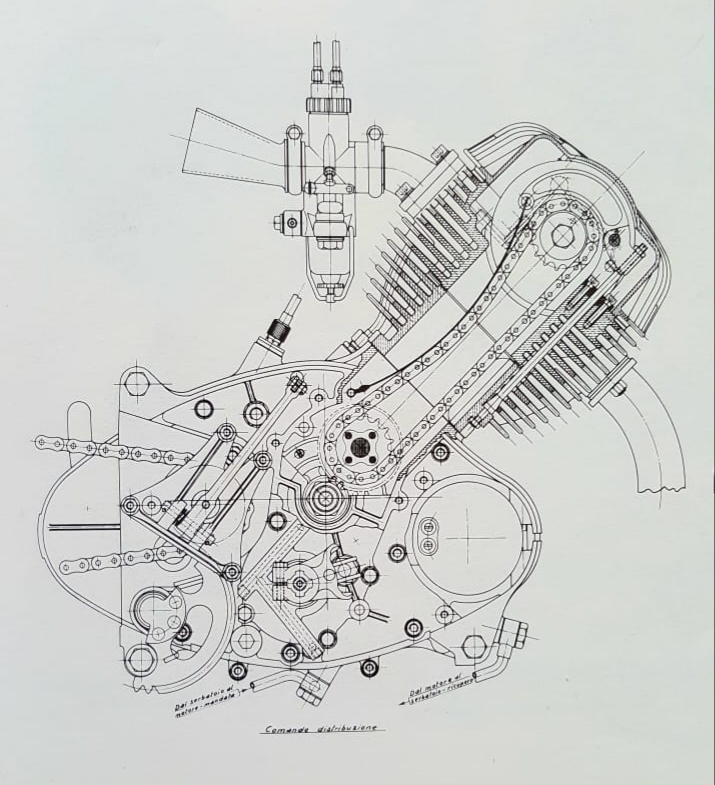
OHC-Ventilsteuerung des 175-cm³-Motor

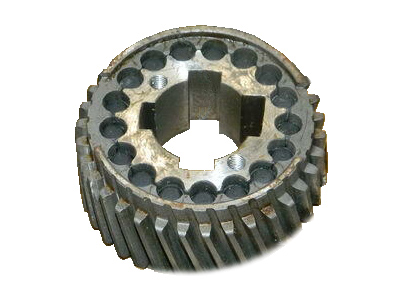
Gummigefedertes Zahnrad der Lodola Gran Turismo (ab 1959)

Der Antrieb der Lodola ist eine sogenannte „Unit“-Konstruktion: Kurbelwelle und Getriebe sind in einem gemeinsamen Gehäuse untergebracht. Der Motor ist ein fahrtwindgekühlter Einzylinder-Viertaktmotor mit rund 175 bzw. 235 cm³ Hubraum, außer bei der Lodola Regolarità ab 1961, deren Hubraum auf rund 250 cm³ vergrößert wurde. Der Zylinder ist nicht mehr wie bei vorherigen Moto-Guzzi-Modellen liegend, sondern um 45° nach vorn geneigt. Mit Ausnahme der Lodola Gran Turismo (mit OHV-Ventilsteuerung) treibt eine Kette die oben liegende Nockenwelle an, Schraubendruckfedern anstelle der bisher üblichen Haarnadelfedern schließen die Ventile. Das gemeinsame Motor- und Getriebegehäuse sowie die Zylinder und Zylinderköpfe sind aus Aluminiumlegierung (Lodola Gran Turismo: Zylinder aus Stahlguss).
Das Gemisch wird bei allen Varianten von einem Dell’Orto-Vergaser vom Typ UB22BS2A gebildet.
Alle Versionen haben eine über Seilzug betätigte Kupplung und ein Vierganggetriebe mit Schaltwippe auf der rechten Seite. Bei der Lodola Gran Turismo wird im Getriebe zwecks Vibrations- und Geräuschdämpfung ein Satz von speziell entwickelten, gummigefederten Zahnrädern eingesetzt (auf Italienisch „pignone elastico“). Sie bestehen je aus zwei Stahlteilen: einem äußeren, schrägverzahnten Zahnkranz und einer inneren Nabe, die mit dem Zahnkranz über bis zu 17 im Umfang verteilten, axial angeordneten Gummizylindern verbunden ist, die eine formschlüssige Verbindung beider Stahlteile herstellen. Ab 1961 bekam die Lodola Regolarità außer dem größeren Hubraum auch ein Fünfganggetriebe.
Der Kraftstofftank fasst 12 bzw. 15 Liter, davon sind 3 Liter Reserve. Für die erste Serie der Lodola (1956) mit 12-Liter-Tank werden im Verkaufsprospekt ein Benzinverbrauch von 2,9 l/100 km nach CUNA und eine Reichweite von ca. 420 km angegeben. Für die Lodola Gran Turismo mit 15-Liter-Tank wird im Handbuch ein Benzinverbrauch von 2,73 l/100 km nach CUNA genannt, somit ergibt sich eine theoretische Reichweite von ca. 550 km.

### Rahmen und Fahrwerk
Die Motor-Getriebe-Einheit ist in einem Doppelschleifenrahmen aus Stahlrohr eingebaut. Das Fahrwerk hat vorn eine ölgedämpfte Teleskopgabel und hinten eine Schwinge mit zwei hydraulisch gedämpften Federbeinen. Eine gemäß damaligem Verkaufsprospekt einzigartige Neuheit ist bei der Lodola Gran Turismo die Möglichkeit, die Neigung der Stoßdämpfer je nach Beladung des Motorrads (mit oder ohne Beifahrer) zu verändern.
Die Speichenräder haben bei allen Varianten eine Felge aus Leichtmetalllegierung. Das Hinterrad hat zum Spannen der Antriebskette eine Zugbolzenkonstruktion, die so ausgeführt ist, dass es ohne Demontage von Bremse oder Kette einfach ausgebaut werden kann, was in den damaligen Verkaufsprospekten als Fortschritt gepriesen wird.

### Bremsanlage
Alle Lodola-Varianten haben zwei gusseiserne Simplex-Trommelbremsen. Die vordere (180 mm Durchmesser, 35 mm Breite) wird mit dem Handbremshebel rechts, die hintere (150 mm Durchmesser, 30 mm Breite) mit dem Fußbremshebel auf der linken Seite betätigt.

### Technische Daten
|                            | Lodola                    | Lodola Sport              | Lodola Regolarità         | Lodola Gran Turismo                | Lodola Regolarità         | Lodola Regolarità         |
| Bauzeitraum                | 1956–1965                 | 1958–1965                 | 1958                      | 1959–1965                          | 1959–1960                 | 1961–1963                 |
| Ventilsteuerung            | OHC mit Steuerkette       | OHC mit Steuerkette       | OHC mit Steuerkette       | OHV mit Stoßstangen und Kipphebeln | OHC mit Steuerkette       | OHC mit Steuerkette       |
| Hubraum                    | 174,4 cm³                 | 174,4 cm³                 | 174,4 cm³                 | 235 cm³                            | 235 cm³                   | 247 cm³                   |
| Bohrung × Hub              | 62 × 57,8 mm              | 62 × 57,8 mm              | 62 × 57,8 mm              | 68 × 64 mm                         | 68 × 64 mm                | 68 × 68 mm                |
| Verdichtung                | 8,0 : 1                   | 9,0 : 1                   | 9,0 : 1                   | 7,5 : 1                            | 9,8 : 1                   | 11,0 : 1                  |
| Nennleistung               | 9 PS (6,6 kW)             | 11 PS (8,1 kW)            | 11 PS (8,1 kW)            | 11 PS (8,1 kW)                     | 14 PS (10,3 kW)           | 15 PS (11 kW)             |
| – bei Drehzahl             | 6000/min                  | 6000/min                  | 6000/min                  | 6500/min                           | 7500/min                  | 7500/min                  |
| Getriebe                   | 4-Gang                    | 4-Gang                    | 4-Gang                    | 4-Gang                             | 4-Gang                    | 5-Gang                    |
| Leergewicht (trocken)      | 109 kg                    | 109 kg                    | 109 kg                    | 115 kg                             | 110 kg                    | ?                         |
| Reifengröße vorne / hinten | 18″ × 2,50″ / 17″ × 3,00″ | 18″ × 2,50″ / 17″ × 3,00″ | 19″ × 2,50″ / 18″ × 3,50″ | 18″ × 2,50″ / 17″ × 3,00″          | 19″ × 2,50″ / 18″ × 3,50″ | 19″ × 2,50″ / 18″ × 3,50″ |
| Höchstgeschwindigkeit      | ca. 110 km/h              | ca. 120 km/h              | ?                         | ca. 110 km/h                       | ca. 130 km/h              | ?                         |
| Tankvolumen                | 12 l                      | 15 l                      | 15 l                      | 15 l                               | 15 l                      | 15 l                      |